# 干敏
干敏（1961年12月—），籍贯不详，中国人民解放军火箭军少将，现任金轮工程指挥部部长。

## 生平
大学学历，学士学位，中国共产党党员。干敏长期在中国人民解放军第二炮兵部队服役，曾任中国人民解放军第二炮兵装备部订货部部长等职。在第二炮兵装备部订货部部长任内，2008年5月12日汶川大地震时，干敏和二炮装备部部长张启华正在四川出差，随后干敏参与2008年汶川大地震救援，担任成都军区抗震救灾联合指挥部二炮前指联络员。2012年7月8日之前升任中国人民解放军第二炮兵装备部副部长。2016年，北京市人大常委会网站更新了北京市第十四届人大代表信息，其中干敏为北京市第十四届人大代表（驻京部队），任金轮工程指挥部部长。